# Kaliopi
Kaliopi Bukle, mac. Калиопи Букле (ur. 28 grudnia 1966 w Ochrydzie) – macedońska piosenkarka, kompozytorka i autorka tekstów. Dwukrotna reprezentantka Macedonii podczas Konkursu Piosenki Eurowizji (2012, 2016).

## Życiorys
W 1976 zwyciężyła na festiwalu muzycznym dla dzieci Zlatno Slavejče, na którym zaśpiewała utwór „Tebe majka čeka” z repertuaru Terezy Kesoviji. W latach 1978–1980 była chórzystką Zapro Zaprovada, z którym odbyła trasę koncertową po Czechosłowacji, Słowenii i Austrii. Przez cztery lata trenowała śpiew solowy w klasie Mariji Nikolovskiej, a od 1984 uczęszczała do klasy Blagoja Nikolovskiego w Akademii Muzycznej.
W 1984 zajęła trzecie miejsce w konkursie dla piosenkarzy solowych w Jugosławii. Niedługo później dołączyła do zespołu muzycznego Kaliopi, którego założycielem i kierownikiem został Romeo Grill. Na prośbę Macedonian Radio (MRT) nagrała z nim dwa utwory: „Tomi” i „Nemoj da me budis”. W 1984 wystąpiła z zespołem na festiwalu Opatija, na którym za wykonanie utworu „Leo” zdobyła główną nagrodę od jugosłowiańskich dziennikarzy za najlepszą interpretację. W 1986 wydała z zespołem album pt. Kaliopi oraz wystąpiła z utworem „Da more zna” na festiwalu Splitski Festival w Splicie, na którym zdobyli nagrodę za najlepszy debiut. Po premierze drugiej płyty, Rodjeni z 1988, wyruszyła z zespołem w trasę koncertową po Jugosławii oraz krajach ZSRR. W tym czasie przeprowadziła się do Szwajcarii, co doprowadziło do rozpadu zespołu i przerwania kariery wokalistki.
W 1996 powróciła na scenę muzyczną, startując z utworem „Samo ti” na festiwalu SkopjeFest 1996 wyłaniającym reprezentanta Macedonii w 41. Konkursie Piosenki Eurowizji. Mimo że wygrała, nie wystąpiła w międzynarodowym finale Eurowizji 1996, ponieważ zajęła 26. miejsce w rundzie eliminacyjnej do konkursu. W 1999 przeprowadziła się do Macedonii i zaczęła pisać piosenki dla innych artystów. Napisała utwory „Bidi ti” i „3 x ne” dla Mersihy, z którymi ta trafiła na pierwsze miejsce Macedonian Top Ten Charts.
W grudniu 1999 wydała pierwszy solowy album pt. Oboi me. Płytę promowała singlem „Daj da pijam” i trasą koncertową, którą odbyła od stycznia do kwietnia 2000. W styczniu 2001 zapowiedziała premierę albumu, który tworzyła z producentem muzycznym i kompozytorem Darko Dimitrowem. W czerwcu stacje telewizyjne wyemitowały dokument Kaliopi Again, co zbiegło się z wydaniem jej drugiego solowego krążka pt. Ako denot mi e nok. W lipcu zagrała koncert unplugged dla czterotysięcznej publiczności zgromadzonej w amfiteatrze Heraklea w Bitoli. W listopadzie wyruszyła w trasę koncertową Na pat do Makedonija, która obejmowała 11 koncertów, w tym trzy w halach sportowych w Skopju. W 2002 napisany przez nią utwór „Pesna za nas”, zaśpiewany przez Gorgiego Krstevskiego, zajął piąte miejsce w finale krajowych eliminacji do 47. Konkursu Piosenki Eurowizji. W lipcu wydała dwa single – „Zasluzena zemja” i „Najmila”, a w październiku wypuściła album koncertowy pt. Najmila – Kaliopi Live and Unreleased, na którym umieściła swoje największe przeboje i dwa premierowe utwory wykonane na żywo. Na początku 2003 wydała singiel „Ne mi go zemaj vremeto”. W grudniu wydała trzeci solowy album pt. Ne mi go zemaj vremeto, na który nagrała utwory w języku macedońskim, serbskim, chorwackim i bośniackim. Płytę promowała singlami: „Za kogo postojam”, „Smeh” i „Toa sum jas” oraz trasą koncertową po miastach Macedonii. Latem 2004 wystąpiła z Vasilem Zafirchevem podczas programu promującego kulturę Macedonii, później wydała z nim utwór „Purpurni dozdovi”. Niedługo później para się zaręczyła, a po upływie kilku miesięcy wzięła ślub. W 2005 została zaproszona do udziału w macedońskich selekcjach do 50. Konkursu Piosenki Eurowizji. Początkowo odmówiła występu, jednak ostatecznie wystartowała w konkursie jako kompozytorka utworu „Ne” Aleksandry Pilewej, z którym ta zajęła trzecie miejsce w finale eliminacji. W maju zagrała koncerty w Szwecji i w Chorwacji oraz skomponowała utwór „Se lazam sebe” dla Karoliny Goczewej. We wrześniu wydała album pt. Me, Isadora, który promowała singlem „Koga prokleto ti trebam”. W lutym 2006 opublikowała świąteczny utwór „1000 Bozji Cvetovi”, a na potrzeby nakręcenia teledysku do piosenki przefarbowała włosy na blond. Również w 2006 z utworem „Silna” zajęła szóste miejsce w finale macedońskich selekcji do 51. Konkursu Piosenki Eurowizji, a 10. miejsce w eliminacjach zajął napisany przez nią utwór „Taan i med”, który wykonała Eva Nedinkovska. Po udziale w selekcjach wydała album pt. Zivotot e Džabe i rozpoczęła współpracę z Massimo Savicą, z którym skomponowała piosenki na jego płytę i nagrała utwór „Melankolija”. 12 lipca z serbskojęzyczną wersją utworu „Silna” zajęła trzecie miejsce na festiwalu Sunčane Skale. Pod koniec września wyjechała z Savicą do Zagrzebia na trasę koncertową. Podczas pobytu w Chorwacji podpisała umowę z wytwórnią Aquarius Records, która miała wydać jej pierwszy album kompilacyjny pt. The Best of Kaliopi.
W 2006 świętowała 30-lecie pracy artystycznej. Jubileuszowy koncert zagrała w Universal Hall w Skopju, gdzie zaśpiewała największe przeboje, a na scenie gościnnie wystąpili również Esma Redżepowa i Edin Karamazov. Koncert został zarejestrowany i wydany w formie DVD zimą 2006. Kilka tygodni po koncercie opublikowała utwór „Probudi me”, którym zapowiedziała album pt. Zelim ti rci, nagrany z Karamazowem. Również w 2006 wystąpiła gościnnie wraz z perkusistą Garo Tavitjanim podczas 11. edycji chorwackiej gali Golden Ladybug. Ich wykonanie utworu „We Have Only One Name” z repertuaru Jonce Hristovskiego został opisany przez prasę jako „najpotężniejszy zarówno wokalnie, jak i wizualnie występ muzyczny podczas uroczystości”. 23 czerwca zaśpiewała utwory „Narode makedonski” i „Edno ime imame” podczas koncertu promocyjnego jako jedna z uczestniczek kompilacji Macedonia Forever Agencji Sportu i Młodości na placu Macedonia w Skopju. Od 27 do 30 czerwca uczestniczyła w międzynarodowym festiwalu muzycznym Pjesma Mediterana w Budwie, na którym wykonała utwór „Reci mi”, była także autorką propozycji „Dajem ti sve”, którą podczas konkursu zaśpiewała Tamara Todewska. 6 lipca wzięła udział w 48. edycji Splitskiego Festivalu, na którym zaśpiewała utwór „Za tebe cuvam sebe” z repertuaru Alki Vuicy. W listopadzie skomponowany przez nią utwór „Jemi të huaj” dla Lediny Çelo zajął drugie miejsce na festiwalu Kënga Magjike. W 2007 wystąpiła z piosenką „Ako denot mi e nok” jako gość specjalny festiwalu Kënga Magjike, na którym oddała hołd zmarłemu tragicznie kilka miesięcy wcześniej Toše Proeskiego. W 2008 napisała utwór „Njëri nga ata”, z którym Jonida Maliqi zwyciężyła w finale Kënga Magjike, dzięki czemu Kaliopi została pierwszym niealbańskim kompozytorem zwycięskiej piosenki festiwalu. 5 października 2008 wystąpiła w Skopju z utworem „Nema ni blagodaram” na koncercie zorganizowanym w hołdzie Toše Proeskiemu.
W lutym 2009 zagrała trzygodzinny recital podczas koncertu walentynkowego w Metropolis Arena w Skopju, a podczas wydarzenia promowała również własną kolekcję ubrań. Wiosną wystąpiła w duecie z Naum Petreskim w programie Skopje Fest 2009, w którym zajęli drugie miejsce z utworem „Rum dum dum”. W lipcu z tą samą piosenką zwyciężyli na festiwalu Sunčane Skale w Hercegu Novim, po czym otrzymali nagrodę Prince za najlepszy występ. Również w 2009 pojawiła się gościnnie na albumie Edima Karamazowa pt. The Lute is a Song, poza tym otrzymała nagrodę Carina Teodora za całokształt pracy artystycznej, a za utwór „Meni je ime” odebrała nagrodę za najlepszą interpretację na festiwalu Pjesma Mediterana. Za wykonanie piosenki na Sunčane Skale otrzymała także statuetkę za najlepszy występ festiwalowy, poza tym na gali wręczania nagród zaśpiewała singiel „Od sebe ne odustajem”, a jej utwór „Rum dum dum” został uznany przez ekspertów przebojem lata. Podczas gali rozdania Indexi Awards 2009 odebrała nagrodę dla najlepszej artystki, a na festiwalu w Budwie otrzymała statuetkę im. Davorin Popovic za najlepszy występ. Latem była gościem muzycznym konkursu Europe Sings w Banja Luce, na którym była też przewodniczącą komisji jurorskiej. W listopadzie zaśpiewała z Edinm Karamazovem na koncercie w Macedońskiej Operze i Balecie, gdzie promowali wspólny album pt. Oblivion. W tym samym miesiącu została zaproszona przez Aleksandara Milica Miliego do nagrania utworu „Nevinost”, który trafił na jego album pt. Miligram. W grudniu wydała singiel „Sreka i taga”.

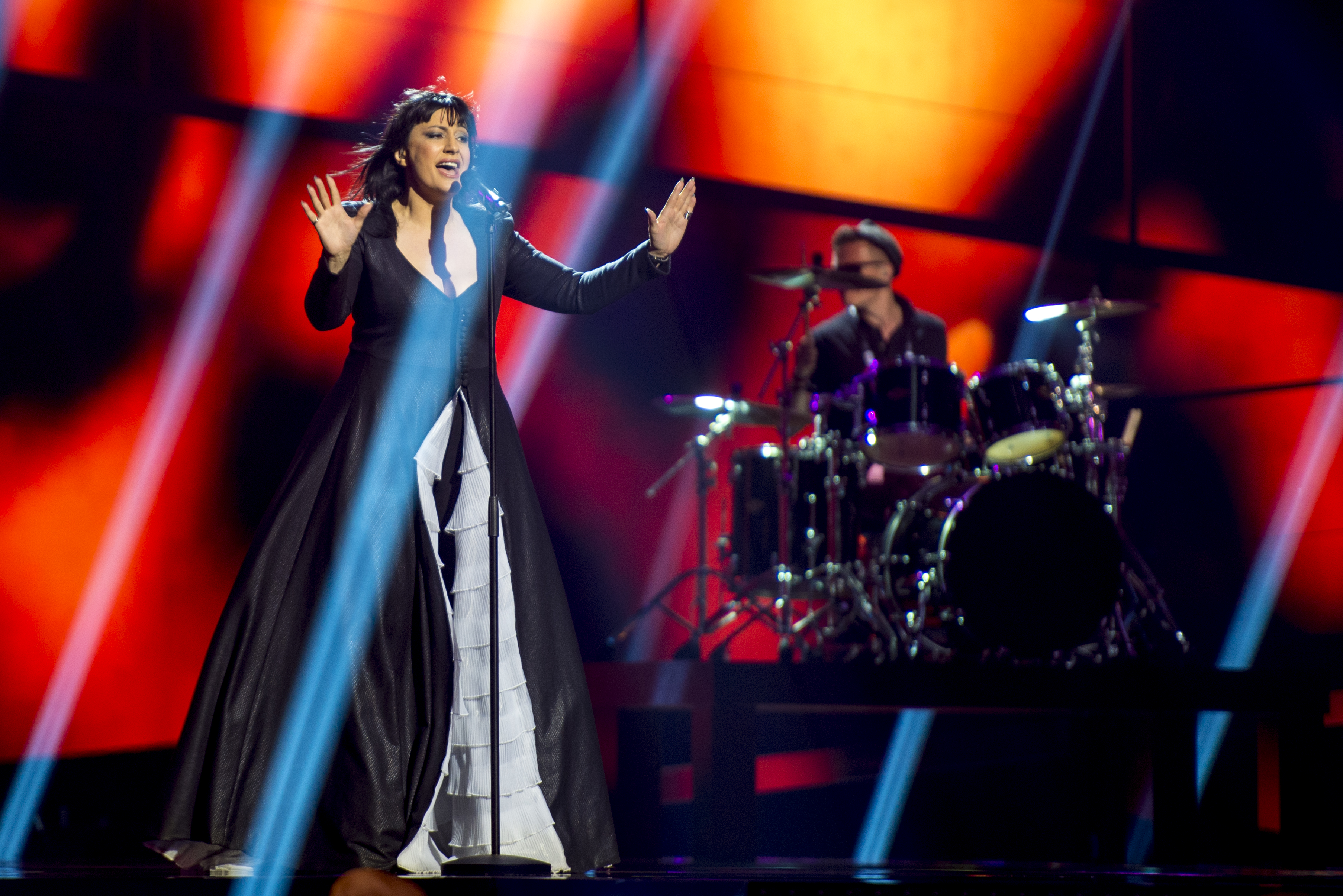
Kaliopi podczas 61. Konkursu Piosenki Eurowizji (2016)

W 2010 wydała album pt. Poraka, na którym umieściła 11 piosenek. 19 listopada 2011 została wybrana ogłoszona przez telewizję MKRTV reprezentantką Macedonii podczas 57. Konkursu Piosenki Eurowizji w Baku. Jej konkursową propozycją został utwór „Crno i belo”, który nagrała również w anglojęzycznej wersji jako „Black and White”. W maju 2012 pomyślnie przeszła przez półfinał Eurowizji 2012 i awansowała do finału, w którym zajęła 13. miejsce. W 2013 wydała album pt. Melem, który promowała singlem „Lokomotiva”. Po premierze płyty wyruszyła w trasę koncertową, a w styczniu 2014 zasiadła w komisji jurorskiej finałowego odcinka programu Site nasi pesni. Pod koniec listopada 2015 ogłosiła, że będzie reprezentowała Macedonię w 61. Konkursie Piosenki Eurowizji w Sztokholmie. W maju 2016 z utworem piosenka „Dona” zajęła 11. miejsce w półfinale Eurowizji 2016, przez co nie awansowała do finału.

## Dyskografia
| Albumy studyjne Nagrane z zespołem Kaliopi Kaliopi (1986) Rodjeni (1987) Solowe Oboi me (1999) Ako denot mi e nokj (2001) Ne mi go zemaj vremeto (2004) Zelim ti reci (2008) Poraka (2010) Melem (2013) Nagrane z Edinem Karamazovem Oblivion (2009) | - Najmila (2002) - Me Isadora (2005) - The Best Of (2007) - Kaliopi Live(2006) |